# 대저대교
대저대교(大渚大橋)는 부산광역시 강서구 식만동에서 사상구 삼락동까지 이르는 총 연장 8.24km의 도로 중 낙동강 본류구간 L=1,835m의 교량으로, 2020년 12월 착공, 2024년을 목표로 완공될 예정에 있으나, 환경영향평가 지연으로 인해 공사가 순연되고 있는 상태이다. 그러나 이 교량은 부산 사상구, 강서구 일원, 창원시 진해구, 김해시 등 김해평야를 중심으로 연결해 주는 다리이기 때문에, 부산 주변 도시들은 물론 서울특별시, 인천광역시, 경기도 등 수도권 및 강원도 영서 지역, 제천시 등 충북 동북부 지역이나 대구광역시, 경상북도 안동시 등 경북 북부 지역 등과의 접근성을 크게 향상시키려는 의도를 가지고 있는 교량이기도 하다.